# Geoffrey Eames
Geoffrey Michael Eames AM (* 26. November 1945, Melbourne, Australien) ist ein australischer Jurist, Rechtsanwalt, Kronanwalt und ehemaliger Chief Justice an verschiedenen Obersten Gerichtshöfen in Australien und Nauru. Er ist Member des Order of Australia.

## Leben und Wirken
Eames erhielt seine Ausbildung am St. Bernard's College in Essendon und studierte Rechtswissenschaft an der University of Melbourne, wo er einen Bachelor of Laws erwarb. Zunächst arbeitete er als Rechtsreferendar bei der Rechtsanwaltskanzlei Slater and Gordon und erhielt 1969 seine Zulassung als Rechtsanwalt für den Bundesstaat Victoria  und  1974 für Northern Territory. In den 1970er Jahren war er beim Central Australian Legal Service als Haupt-Solicitor tätig und wurde dann an das Central Land Council in Alice Springs berufen, wo mit der Durchführung von Anhörungen und Verhandlungen über Landansprüche der Aborigines im Northern Territory betraut war. Anschließend ging er als Anwalt nach Darwin.
1980 erhielt er seine Zulassung als Rechtsanwalt für South Australia und 1986 für New South Wales. Er war von 1987 bis 1991 Mitglied der Anwaltskanzlei Hanson Chambers und wurde Kronanwalt 1989 in South Australia und 1990 in Victoria. In seiner Zeit als Barrister engagierte er sich in zwei Royal Commissions: der McClelland Royal Commission (zu britischen Kernwaffentests in Australien 1985) und der Royal Commission into Aboriginal Deaths in Custody (1987–1991).
1992 wurde Eames Richter des Supreme Court von Victoria und war anschließend von 2002 bis 2007 Richter am Appellationsgericht. Danach war er Acting Judge am Supreme Court des Northern Territory (2007–2009).
Im Dezember 2010 wurde Eames zum Chief Justice des Supreme Court des Inselstaates Nauru berufen. Dieses Gericht hat nur zwei Mitglieder. Im Januar 2014 erließ der Chief Magistrate von Nauru, Peter Law, eine einstweilige Verfügung um die Abschiebung von drei Ausländern zu verhindern. Law wurde jedoch von Präsident Baron Waqa entlassen und selbst mit abgeschoben. Eames hielt sich derzeit in Australien auf und erließ eine einstweilige Verfügung, um Laws Abschiebung zu verhindern. Diese wurde dennoch durchgeführt. Die Regierung von Nauru hob Eames' Visum auf, so dass er nicht mehr einreisen durfte und er trat daraufhin zwei Monate später von seinem Amt zurück. Die Kritik der Opposition von Nauru an der Situation des Rechtssystems hatte später sogar Suspendierungen von Abgeordneten zur Folge (2014).

## Veröffentlichungen
- Geoffrey Eames mit Wenten Rubuntja (Society of Labor Lawyers, Victoria): Land rights or a sell out? An analysis of the Aboriginal land rights (Northern Territory) bill, 1976.  Victorian Fabian Society and Society of Labor Lawyers (Victoria), Central Australian Land Rights Bulletin 1976, Melbourne, ISBN 978-0-909953-12-6